# 10 miliard – co máte na talíři?
10 miliard – co máte na talíři? je celovečerní, německý dokumentární film Valentina Thruna z roku 2015. Snímek měl premiéru 16. dubna 2015.

## Obsah filmu
Film pojednává o problematice rostoucí poptávky lidské populace po jídle a o možných řešeních která nabízí zemědělství.